# Vértesy János
Vértesy János (névvariáns: Vértessy János; angolul: John Vertesy) (Csákvár, 1825. december 25. – Milwaukee, Wisconsin, 1903. március 23.) magyar honvédfőhadnagy, százados az amerikai polgárháborúban.

## Életpályája
Az 1848-49-es szabadságharcban főhadnagyi beosztásban számos nevezetes csatában részt vett, köztük a pákozdi-, a váci-, a debreceni csatában. A világosi fegyverletétel után bekényszerítették az osztrák hadseregbe, de sikerült megszöknie, Pulszky Ferenc és az angol comittee segítségével Svájcon, Párizson, Londonon át 30 főnyi emigráns társával kijutott az Amerikai Egyesült Államokba, 1852 május 1-én érkezett New York-ba.
Amerikában polgári foglalkozás után kellett néznie, ennek érdekében Troy-ban, New York államban egy gyógyszertárban dolgozott, kitanulta a gyógyszerészeti szakmát. 1858-ban Saginaw városban (Michigan) orvosi vizsgát tett. 1859-ben Milwaukee-ben Wisconsin, majd Daytonban (Ohio) telepedett le és orvosi gyakorlatot folytatott. Polgári életformájából 1861-ben Abraham Lincoln elnök felhívása mozdította ki, nyugodt polgári életét felcserélte a harci zajra. Önként tette ezt szabadságeszményeitől vezérelve, meg volt győződve, hogy a szabadság az egész világ közös kincse, nem egyetlen nemzeté. Harcolt a rabszolgák felszabadításáért, s az egységes Amerikai Egyesült Államokért, amelyből éppen kiváltak a déli államok. Az amerikai polgárháborúba 1862 augusztus 11-én állt be, a 106. számú ohioi önkéntes gyalogezredbe, majd a columbusi 51. számú ezredben volt százados. 1865 június 29-én szerelt le Nashville városban (Tennessee).
Az amerikai polgárháború után Milwaukee városába tért vissza, ott nyitott gyógyszertárat. Tevékenysége nagyobb anyagi sikert nem hozott, ezen ok miatt 67 éves korában, 1882 június 17-én kérte felvételét a  Milwaukee-i öreg katonák otthonába, fel is vették. Innen írt szépen megfogalmazott magyar nyelvű levelet a Szabadság című clevelandi (Ohio) lapnak, e levélből ismerjük élete történetét. A katonai otthonban halt meg 1903 március 23-án, 78 éves korában. Az otthon temetőjébe, a milwaukee-i Wood nemzeti temetőbe helyezték örök nyugalomra.

## Családja
Apja, id. Vértesy János és anyja Vértesy Teréz az Ohió állambeli Daytonban éltek, apja orvosi praxist gyakorolt. Fiuk, Vértesy János nőtlen férfi volt.